# راجر پیتل
راجر پیتل (به انگلیسی: Roger Pyttel) (زادهٔ ۸ مهٔ ۱۹۵۷) شناگر اهل آلمان شرقی است.